# Lau Lauritzen Sr.
Lau Lauritzen Sr. (13 de marzo de 1878 – 2 de julio de 1938) fue un director, actor y guionista cinematográfico danés, cuya trayectoria transcurrió principalmente en la época del cine mudo. Entre su producción cinematográfica figura la serie de películas protagonizada por la pareja cómica Fyrtårnet y Bivognen.

## Biografía
Su nombre completo era Lauritz Lauritzen, y nació en Silkeborg, Dinamarca. En un principio fue oficial de carrera, pero decidió pasarse a la actuación. En 1907 debutó en Aarhus, actuando posteriormente en ciudades como Vejle. También dedicado a la dirección teatral, en 1910, con 32 años, fue contratado para trabajar como director durante cinco años en Copenhague.
En 1911 se inició en el cine como guionista. En 1914 fue contratado para trabajar como director por Nordisk Film. Pudo explotar su talento rodando cortos cómicos, a pesar de que la Primera Guerra Mundial afectó negativamente a la industria. Lauritzen fue un cineasta de éxito trabajando en comedias, thrillers y melodramas, escribiendo guiones, dirigiendo y editando sus cintas. Así, en cinco años trabajó en la producción de 204 películas mudas, rodando en ocasiones más de 40 al año. Lógicamente, la mayoría de las mismas eran cortos de breve metraje.
Gracias a su fama, en 1919 fue contratado para trabajar como director para la compañía Palladium. Insistió en su idea de rodar cintas con una pareja cómica, que deberían formar un actor bajo y grueso, y otro alto y delgado. Formó el dúo con Carl Schenstrøm y Harald Madsen encarnando a Fyrtårnet y Bivognen. La pareja ganó fama internacional, especialmente en países de habla alemana.
Lauritzen fue el director de todas las películas de Fyrtårnet y Bivognen hasta el año 1932. A partir de entonces los cómicos trabajaron con otros directores. En 1936 Lauritzen se retiró del cine.
Lau Lauritzen se había casado con la actriz Hulda Christiansen, fallecida en 1955, y con la cual tuvo un hijo, el también director Lau Lauritzen Jr. (1910–1977). La pareja se divorció, y Lauritzen se casó con Ulla Poulsen (1895 – 1951). El cineasta falleció el 2 de julio de 1938 en Copenhague, Dinamarca. Fue enterrado en el Cementerio Hellerup.

## Filmografía (selección)

### Actor
- 1911 : Den farlige alder, de August Blom
- 1911 : Christian Schrøder i Panoptikon
- 1911 : Vildledt Elskov, de August Blom
- 1911 : Gadeoriginalen, de August Blom
- 1911 : Frelserpigen, de William Augustinus
- 1911 : Knap og Hægte, de Eduard Schnedler-Sørensen
- 1912 : Kun en Tigger, de Holger-Madsen
- 1912 : Den svundne Lykke
- 1913 : Den bortførte Brud, de Sofus Wolder
- 1913 : Atlantis, de August Blom
- 1913 : Kærlighed gør stærk
- 1913 : Chatollets Hemmelighed, de Hjalmar Davidsen
- 1913 : Fra Fyrste til Knejpevært, de Holger-Madsen
- 1914 : Grev Dahlborgs Hemmelighed, de Eduard Schnedler-Sørensen
- 1914 : Det sidste Møde
- 1914 : Balleteusens Hævn, de Alexander Christian
- 1914 : Inderpigen, de Robert Dinesen
- 1914 : Grev Zarkas Bande, de Eduard Schnedler-Sørensen
- 1914 : Midnatssolen, de Robert Dinesen

### Director
- 1914 : Den kulørte Slavehandler
- 1914 : De besejrede Pebersvende
- 1914 : Herberg for Hjemløse
- 1915 : En slem Dreng
- 1915 : Hvem var hun?
- 1915 : Den skønne Ubekendte
- 1915 : Kærlighed og Mobilisering
- 1915 : Kong Bukseløs
- 1915 : Familien Pille som Spejdere
- 1915 : Carl Alstrup og hans Tvillingebro'r
- 1915 : Held i Uheld
- 1915 : En søvnig Brudgom
- 1915 : Uniformens Magt
- 1915 : De Nygifte
- 1915 : Hans Kusine
- 1915 : En Kone søges
- 1915 : En Vandgang
- 1915 : Kærlighed pr. Flytteomnibus
- 1915 : Cowboymillionæren
- 1915 : To Mand frem for en Enke
- 1915 : Helten fra Østafrika
- 1915 : Hjertefejlen
- 1915 : Tyvepak
- 1915 : Den gale Digter
- 1915 : Susanne paa Eventyr
- 1915 : Tre om Een
- 1915 : Carl Alstrups Kærlighed paa Aktier
- 1915 : En virkelig Helt
- 1915 : Susanne i Badet
- 1915 : Oldtid og Nutid
- 1915 : Lige for lige
- 1915 : Flyttedags-Kvaler
- 1915 : En moderne Don Juan
- 1916 : Gammel Ost og Blomsterduft
- 1916 : En bevæget Nat
- 1916 : En skindød Ægtemand
- 1916 : Hønseministerens Besøg
- 1916 : Det bertillonske System
- 1916 : En dejlig Dag
- 1916 : Studentens glade Liv
- 1916 : En nydelig Onkel
- 1916 : Sommer-Kærlighed
- 1916 : Arvetanten
- 1916 : En uheldig Skygge
- 1916 : Den forrykte Komponist
- 1916 : Min Onkel Generalkonsulen
- 1916 : Skinsyge-Digteren
- 1916 : En munter Klinik
- 1916 : En landlig Uskyldighed
- 1916 : Den værdifulde Husassistent
- 1916 : Gullasch Grossererens Vogter
- 1916 : En sød Logerende
- 1916 : Den flyvende Kuffert
- 1916 : En nobel Fødselsdagsgave
- 1916 : Det gaadefulde Væsen, dirigida con Robert Dinesen
- 1916 : Konfetti
- 1916 : Eventyr paa Fodrejsen
- 1916 : I tjenstligt Øjemed
- 1916 : Den livstrætte Theodor
- 1916 : Kærlighed og Spøgelser
- 1916 : Don Juans Overmand
- 1916 : Paraplyen
- 1917 : Min Svigerinde fra Amerika
- 1917 : De tossede Kvindfolk
- 1917 : Diskenspringeren
- 1917 : Et livligt Pensionat
- 1917 : Je' sku' tale me' Jør'nsen
- 1917 : Ridderen af den bedrøvelige Skikkelse
- 1917 : Den forfulgte Brudgom
- 1917 : Et fremmeligt Barn
- 1917 : Professorens dyrebare Krukke
- 1917 : Ung og forelsket
- 1917 : Den glemsomme Professor
- 1917 : Abemennesket
- 1917 : De forheksede Støvler
- 1917 : Hyrdepigens Kærlighed
- 1917 : Gentleman for en Time
- 1917 : Den megen Kærlighed
- 1917 : Sufflørens Stedfortræder
- 1917 : En hyggelig Morgenudflugt
- 1917 : Askepot
- 1917 : Den ny Kokkepige
- 1918 : Dydsdragonen
- 1918 : Pigespejderen
- 1918 : Ung Pige i Huset
- 1918 : Hun skriver paa Maskine
- 1918 : Naar Ungdommen raser
- 1918 : Hjerterkonge
- 1918 : Hjertebetvingeren
- 1918 : Ned med Kærligheden
- 1918 : Tøffelheltens Fødselsdag
- 1918 : Bunkebryllup
- 1918 : Hendes stille Sværmeri
- 1918 : Naar man er ung og forelsket
- 1918 : En uheldig Tyveknægt
- 1918 : Kærlighedsspekulanten
- 1918 : Damernes Ridder
- 1918 : Ægteskabshaderne
- 1918 : Han er løbet med min Kone
- 1918 : Jalousiens Magt
- 1918 : Kærlighed og Pædagogik
- 1918 : Mirakeltjeneren
- 1918 : Hatten med skatten
- 1919 : Brændt a'
- 1919 : Det lille Pus
- 1919 : Agentens Tvillinger
- 1919 : Hans Kones Veninde
- 1919 : Bægersvingeren
- 1919 : Byens Herkules
- 1919 : Nellys Riddere
- 1919 : Boksernes Konge
- 1919 : Den store Gevinst
- 1919 : Fugleskræmslet
- 1919 : Med og uden Kone
- 1919 : Godsejeren
- 1919 : Mesterdetektiverne
- 1919 : Nalles Børnehave
- 1919 : Maharajaens Yndlingsflamme
- 1919 : En forfløjen Ægtemand
- 1919 : Lotterisedlen
- 1919 : Den Sømand han maa lide
- 1919 : Skørtejægeren
- 1919 : Har været med et Brev i Postkassen
- 1919 : Studentmagersvenden
- 1919 : Han vil til Filmen
- 1919 : De er splittergale
- 1919 : Den skønne Ubekendte
- 1919 : Han skal duellere
- 1919 : Har De ikke set Cecilie?
- 1919 : Mandens Overmand
- 1919 : Klavervirtuosen
- 1919 : Skandalemageren
- 1919 : Kærlighed og Kontanter
- 1919 : Hjertetyven
- 1919 : Mesterhypnotisøren
- 1920 : En hustru till låns
- 1920 : En Sølvbryllupsdag
- 1920 : Væddeløberen
- 1920 : De keder sig paa Landet
- 1920 : Evas Forlovelse
- 1920 : De Nygifte
- 1920 : Frøken Larsens Karriere
- 1920 : Den tapre Skrædder
- 1920 : Den standhaftige Spillemand
- 1920 : Hans bedre Halvdel
- 1920 : Den lille Don Juan
- 1920 : Hun fik ham ikke
- 1920 : Kærlighed og Overtro
- 1920 : En Fiasko
- 1920 : Den forvandlede Don Juan
- 1920 : Den fattige Millionær
- 1921 : Den kære Husfred
- 1921 : Silkesstrumpan
- 1921 : Rejsen til Maanen
- 1921 : Skaf mig en Kæreste
- 1921 : Ungkarleliv
- 1921 : De livlige Statuer
- 1921 : Metode i Galskaben
- 1921 : Harems-Mystik
- 1921 : Kæledæggen
- 1921 : Hans Ungdomsbrud
- 1921 : Amatørdetektiven
- 1921 : Kærlighed og Fuglekvidder
- 1921 : Kärlek och hypnotism
- 1921 : Harestegen
- 1922 : Han, hun og Hamlet
- 1922 : Han er Mormon
- 1922 : Hans Kones Mand
- 1922 : Sol, Sommer og Studiner
- 1923 : Blandt Byens Børn
- 1923 : Daarskab, Dyd og Driverter
- 1925 : Grønkøbings glade Gavtyve
- 1925 : Takt, Tone og Tosser
- 1926 : Ulvejægerne
- 1926 : Dødsbokseren
- 1928 : Filmens Helte
- 1929 : Kys, Klap og Kommers
- 1931 : Krudt med knald
- 1933 : Københavnere
- 1936 : Giftes - nej Tak!
- 1952 : Her er vi igen, dirigida con A.V. Olsen

### Guionista
- 1911 : Gøglerblod
- 1911 : Ekspeditricen, de August Blom
- 1914 : Svindlere, de Eduard Schnedler-Sørensen
- 1914 : Søndagsjægerens Jagtæventyr, de Eduard Schnedler-Sørensen
- 1918 : Luksuschaufføren, de Robert Dinesen

### Guionista y director
- 1915 : Alle Kneb gælder
- 1915 : Spøgelsestyven
- 1915 : Frierscenen
- 1915 : En Skilsmisse
- 1916 : Digteren og Basunblæseren
- 1916 : Vidunderhunden
- 1918 : En moderne Landevejsridder
- 1918 : Den firbenede Barnepige
- 1918 : Den firbenede Sherlock Holmes
- 1919 : Skruebrækkeren
- 1919 : Livsforsikringsagenten
- 1919 : Manden, der gøer
- 1920 : Kärlek och björnjakt
- 1920 : Jeg elsker Dem, Tusnelda
- 1920 : Det levende Hittegods
- 1921 : Landsvägsriddare
- 1921 : Film, Flirt og Forlovelse
- 1922 : Landligger - Idyl - Vandgang
- 1922 : Mellem muntre Musikanter
- 1922 : Kan Kærlighed kureres?
- 1923 : Vore Venners Vinter
- 1924 : Professor Petersens Plejebørn
- 1924 : Lille Lise Letpaataa
- 1924 : Ole Opfinders Offer
- 1924 : Raske Riviera Rejsende
- 1926 : Don Quixote
- 1927 : Vester-Vov-Vov
- 1927 : Tordenstenene
- 1928 : Kraft og Skønhed
- 1929 : Højt paa en Kvist
- 1929 : Hallo! Afrika forude!
- 1930 : Hr. Tell og Søn
- 1930 : Pas paa Pigerne
- 1932 : Fy og Bi i Kantonnement
- 1932 : Han, hun og Hamlet
- 1932 : Med fuld musik
- 1934 : Barken Margrethe af Danmark
- 1935 : De bør forelske Dem
- 1935 : Provinsen kalder